# Phil Cayser
Philip Arthur Cayzer, né le 13 mai 1922 à Sydney (Nouvelle-Galles du Sud) et mort le 15 juillet 2015 dans la même ville, est un rameur d'aviron australien. 

## Carrière

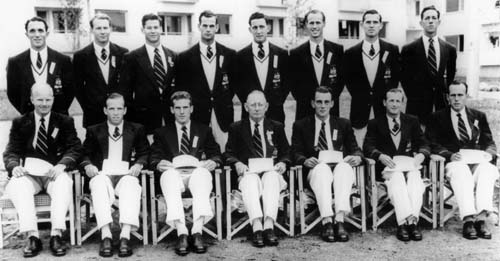
Phil Cayzer (assis, 2e à gauche) avec l'équipe australienne aux Jeux olympiques de 1952.

Phil Cayser a participé aux Jeux olympiques de 1952 à Helsinki. Il a remporté la médaille de bronze  avec le huit australien composé d'Ernest Chapman, Nimrod Greenwood, Mervyn Finlay, Edward Pain, Bob Tinning, Tom Chessell, David Anderson et Geoff Williamson.